# Tricholoma matsutake
Tricholoma matsutake (S.Ito, S.Imai) Singer, 1943, chiamato semplicemente matsutake in Giappone, è un fungo micorrizico diffuso in Asia, Europa e America settentrionale. È particolarmente apprezzato in Cina e Giappone per il suo odore speziato.

## Descrizione
Fungo di grossa taglia, il suo cappello ha un diametro variabile tra 8 e 20 cm, talvolta anche di 30 cm. Esso è inizialmente sferico, ma diviene convesso con l'invecchiamento. La superficie è ricoperta da fibrille di consistenza dura, di colore bruno-giallastro, che possono tendere al marrone scuro o al nero negli esemplari più vecchi e vanno a ricoprire la polpa liscia e biancastra sottostante. Il margine del cappello è piegato verso l'interno.
Il gambo è alto 10-20 cm (anche 30 cm negli esemplari più grandi) ed è spesso 1,5-3 cm; massiccio, talvolta leggermente ristretto nella parte superiore, solido, la sua superficie è bianca al di sopra dell'anello, mentre è brunastra nella parte inferiore per via di uno strato di fibrille simile a quello presente sul cappello; l'anello è di consistenza tenera ma resistente.
Le spore hanno forma sferica o vagamente ellissoidale e misurano circa 6-7 per 5 micron.

## Distribuzione e habitat
T. matsutake cresce sotto gli alberi ed è saprofita, nutrendoosi di foglie morte o di altro materiale organico in decomposizione. Può comparire anche in estate, tuttavia ha la sua massima diffusione nel mese di ottobre, quando tende anche a costituire cerchi delle streghe piuttosto grandi.
Diffuso in molte aree del mondo a clima temperato, questo fungo è particolarmente diffuso in Cina, Giappone, Corea del Nord, Corea del Sud, Finlandia e Svezia. In Giappone tende a crescere vicino ad esemplari di Pinus densiflora ("Pino rosso del Giappone"); è rinvenibile anche nella costa pacifica dell'America settentrionale, dove cresce in genere in foreste di conifere in prossimità di alcune specie arboree, tra cui: Pseudotsuga menziesii (abete di Douglas), Abies procera (abete nobile), Picea abies (abete rosso), Pinus contorta, Pinus lambertiana (pino dello zucchero) e Pinus ponderosa (pino giallo). In California fruttifica anche nei boschi di latifoglie, soprattutto in presenza di Notholithocarpus densiflorus (Tanoak) e di Arbutus unedo (corbezzolo).

## Commestibilità
È un fungo commestibile, apprezzato in particolare nella cucina cinese e cucina giapponese; essendo piuttosto difficile da raccogliere, il suo prezzo di vendita è piuttosto elevato. Negli ultimi decenni la diffusione di T. matsutake è notevolmente diminuita, poiché gli alberi vicino ai quali tende a crescere, instaurando con essi relazioni simbiotiche, sono stati decimati dall'infestazione da parte di un nematode, Bursaphelenchus xylophilus; in Giappone, la raccolta di T. matsutake è pertanto scesa sotto le mille tonnellate l'anno; per far fronte a ciò, sono aumentate le importazioni dalla Cina, dalla Corea del Sud, dalla costa pacifica settentrionale del Nordamerica (territori della Columbia Britannica, California settentrionale, Oregon e Stato di Washington) e da Paesi scandinavi (Svezia e Finlandia).